# Suzanne de Serres
Pour les articles homonymes, voir De Serres.
Suzanne de Serres, née à Montréal en 1959 et morte le 21 octobre 2021 est une auteure et musicienne québécoise.

## Biographie
Elle est diplômée du Conservatoire de Musique de Québec ainsi qu'au Conservatoire Royale de La Haye au Pays-Bas.
Autrice et musicienne accomplie, Suzanne De Serres adore mettre ses histoires en mots et en musique. En effet, « sa démarche littéraire combine textes et musiques pour la création de contes, de légendes, de fables, et de théâtre musical. » D'ailleurs, la plupart de ses livres sont parus sous forme de livre audio. « Inspirés par ses voyages, ses rencontres ou les péripéties de ses enfants, ses contes musicaux bruissent de vie. Ses instruments à vent très anciens, aux sonorités claironnantes ou envoûtantes charment le cœur et fascinent l’oreille. »
Chez Planète rebelle, elle publie six livres : Licorne (2009), Flûte de flûte, Victor! (2011), Tsuki: princesse de la lune (2013), Le chat et le gondolier (2015), Ulysse (2018) ainsi que L'ombre et le hibou (2021).
Ses spectacles de contes musicaux ont été acclamés au Canada, en Europe, en Inde et en Russie, notamment par les publics de La Nef, du Planétarium Rio Tinto Alcan, de l'Orchestre I Musici de Montréal, de l'Orchestre symphonique de l'Inde ainsi que chez les lecteurs de la maison d'édition Planète rebelle.
Elle est très engagée dans le milieu scolaire et communautaire. En effet, faisant partie du Répertoire Culture-Éducation, elle donne des ateliers chez les élèves du primaire. Elle a d'ailleurs été en résidence à la Maison des enfants de l'île de Montréal pour cocréer avec les jeunes de contes musicaux. Après plusieurs ateliers, les enfants se familiarise avec la création artistique et en viennent à donner vie à leur œuvre.
Elle est membre de l'Union des écrivaines et des écrivains québécois (UNEQ) et de l'Association des écrivaines et des écrivains québécois pour la jeunesse (AÉQJ).

## Œuvre

### Contes
- Licorne (livre audio), Montréal, Planète rebelle, 2009, 38 p.  (ISBN 9782922528947)
- Flûte de flûte, Victor! (livre audio), Montréal, Planète rebelle, 2011,  (ISBN 9782923735238)
- Tsuki: princesse de la lune (livre audio), Montréal, Planète rebelle, 2013, 40 p.  (ISBN 9782923735917)
- Le chat et le gondolier (livre audio), Montréal, Planète rebelle, 2015, n.p.  (ISBN 9782924174623)
- Ulysse, Montréal, Planète rebelle, 2018, n.p.  (ISBN 9782924797006)
- L'ombre et le hibou (livre audio), Montréal, Planète rebelle, 2021,  (ISBN 9782924797808)

## Prix et honneurs
- 2014 : Lauréat du Livre d'honneur du Prix Tamarac Express (pour Tsuki: princesse de la lune)[8]
- 2015 : Finaliste Prix Opus, catégorie « Musique du monde »[8]
- 2017 : Prix Opus, catégorie « Production de l'année - jeune public » (pour le spectacle Ulysse)[8]